# 毛果婆婆纳
毛果婆婆纳（学名：Veronica eriogyne），为車前草科婆婆纳属下的一个植物种。